# Testudinella striata
Testudinella striata är en hjuldjursart som först beskrevs av Murray 1913.  Testudinella striata ingår i släktet Testudinella och familjen Testudinellidae. Inga underarter finns listade i Catalogue of Life.